# La Femme de mes rêves (film, 1931)
Pour plus de détails, voir Fiche technique et Distribution.
La Femme de mes rêves est un film français réalisé par Jean Bertin, sorti en  1931. 
Une version allemande, intitulée Eine Nacht im Grandhotel, a été réalisée la même année par Max Neufeld avec Marta Eggerth, Ulrich Bettac, Max Schipper, Kurt Gerron.

## Fiche technique
- Titre : La Femme de mes rêves
- Réalisation : Jean Bertin
- Scénario : Erich Fejer, Pierre-Gilles Veber et Paul Frank (de) d'après sa pièce de théâtre Palca-Hôtel
- Photographie	: Otto Kanturek
- Musique originale : Casimir Oberfeld,  Otto Stransky et Serge Véber (Lyrique)
  - Lyrique : Chanson La Femme de mes rêves interprétée par Roland Toutain - (durée 1:35)
- Société de production	: Société des Films Osso
- Producteur : Adolphe Osso
- Directeur de production : Maurice Orienter
- Société de distribution : Pathé Consortium Cinéma
- Pays :  France
- Format : Noir et blanc — 35 mm — 1,37:1 — Son : Mono
- Genre : Comédie
- Durée : 77 minutes
- Année de sortie : 
  - France - 1931

Sources : Fond. JérômeSeydoux et IMDb
- Affiche : Germaine Marx (France)

## Distribution
- Suzy Vernon : Evelyn First
- Roland Toutain Fred Hessner
- Violaine Barry : Mizzy
- Armand Bernard : Athaz
- Georges Adet : Lambert
- Robert Lepers : Max
- Marcel Vibert : Gallison
- Mostovoï
- Pierre Cueille